# Malaitadwergijsvogel
De malaitadwergijsvogel (Ceyx nigromaxilla malaitae) is een vogel uit de familie Alcedinidae (ijsvogels). De vogel werd in 1935 als ondersoort van de Molukse dwergijsvogel (Ceyx lepidus malaitae) door de Duits/Amerikaanse evolutiebioloog Ernst Mayr beschreven. Dit taxon staat sinds 2023 weer als ondersoort, maar nu van de guadalcanaldwergijsvogel op de IOC World Bird List (versie 13.1).

## Verspreiding en leefgebied
Deze soort is endemisch op Malaita, een eiland van de Salomonseilanden.